# Struthanthus sessiliflorus
Struthanthus sessiliflorus är en tvåhjärtbladig växtart som beskrevs av Kuijt. Struthanthus sessiliflorus ingår i släktet Struthanthus och familjen Loranthaceae. Inga underarter finns listade i Catalogue of Life.